# باي هيو سونج
باي هيو سونج (1 يناير 1982 بتيبيك في كوريا الجنوبية - ) هو لاعب كرة قدم كوري جنوبي في مركز الدفاع. لعب مع إنتشون يونايتد ونادي بوسان أي بارك ونادي جيونجنام ‏ ونادي سانغجو ‏ ونادي غانغوون وChungju Hummel FC ‏.

## روابط خارجية
- باي هيو سونج على موقع دوري كوريا الجنوبية (الإنجليزية)
- باي هيو سونج على موقع قاعدة بيانات كرة القدم.إي يو (الإنجليزية)